# Mont Tabac
Pour les articles homonymes, voir Tabac (homonymie).
Le mont Tabac (en anglais : Mount Tabac) est un sommet de Sainte-Lucie dans le district de Soufrière. Il s'élève à 720 m d'altitude.